# Лиховид, Оксана Михайловна
Оксана Михайловна Лиховид (девичья фамилия Стецик, 1944—2014) — украинский композитор, музыковед, педагог. Заслуженный деятель искусств Украины (2007).

## Биография
Оксана Михайловна Лиховид родилась в 1944 году в учительской семье Стецика. В 1945 году родители переехали в Мукачево. Её мать, Татьяна Стецик работала в школе № 5, отец, Михаил Стецик, работал директором спецшколы при областной детской клинической больнице. Оксана Михайловна окончила Мукачевскую школу № 2 имени Т. Г. Шевченко, Ужгородское музыкальное училище. В 1963 году стала лауреатом областного конкурса самодеятельных композиторов в Ужгороде.
В 1969 году окончила Киевскую консерваторию (ныне Национальная музыкальная академия Украины имени П. И. Чайковского) по классу педагога А. Шреер-Ткаченко. В консерватории она впоследствии и осталась работать.
В 1972—1980 годах работала преподавателем на кафедре истории украинской музыки. В 1980—1982 годах входила в состав редакционной коллегии по музыкальным вопросам министерства культуры Украинской ССР. С 1985 по 1986 год работала научным редактором местного издательства, выступала с авторскими программами на украинском радио.
В 1986—1992 годах преподавала и заведовала музыкальной школой в якутском городе Нерюнгри, где организовала общественно-культурное общество «Кобзарь»; проводила «Украинские вечера» и вела работу с детьми в воскресных украинских школах.
С 1992 года работала преподавателем импровизации и композиции в мукачевской школе искусств № 1 им. Степана Мартона. В 1994—1995 годах была художественным руководителем Ужгородского филармонии, преподавателем музыкальной литературы Ужгородского музыкального училища. С 1996 года проживала в Нью-Йорке, преподавала в украинском музыкальном институте Америки. В 2000 — е годы организовала любительский ансамбль песни «Украинская семья», в 2002—2005 годах работала директором центра «Украинский горница».
Как музыковед, Оксана Михайловна Лиховид печаталась в украинских, российских, американских и канадских изданиях. На стихотворение Оксаны Лиховид композитор Александр Белаш написал произведение «Молитва музыки».

## Награды и звания
- Заслуженный деятель искусств Украины (2007)

## Труды
Оксана Михайловна Лиховид является автором сочинений:
- «Украшенные горы» (слова Юлий Васильевич Боршош-Кумятский, 1993)
- «Хорошо тому, хорошо» («Счастье жизни», слова Александра Духновича, 1994, для хора)
- «Молитва Девы Марии» (1994, слова собственные, для солистки и хора с сопровождением)

романсы:
- «Белые облака» (слова Василия Безкоровайного, 1979),
- «Ничего не было» (слова Зои Когут, 2000),
- «Колиха калина свої віти» (слова Любви Дмитришин-Часто , 2004)

песни на собственные слова:
- «Серебряная земля» (1992),
- «Веточка калины» (2001),
- «Я люблю вас, Карпаты мои» (2003)
- «Падай, падай, дощику» (2004)
- «Чернобыльская баллада» (1990)
- «Песня о Мукачево» (1992)
- «Песня о тебе» (1992, для вокального дуэта).

В 2005 году записала компакт-диск «Веточка калины».

## Cемья
Оксана Михайловна Лиховид была замужем. С мужем Максимом Лиходвид вырастила дочерей Кристину и Марьяну.